# Aeroportul Sebba
Aeroportul Sebba (IATA: XSE, ICAO: DFES) este un aeroport din Sahel Region⁠(d), Burkina Faso ce deservește zona Sebba. A fost numit după zona deservită.
Situat la o altitudine de 253 m, aeroportul dispune de o singură pistă.